# Srečen smrtni dan
Srečen smrtni dan (izviren angleški naslov: Happy Death Day) je ameriška komična grozljivka iz leta 2017, delo režiserja Christopherja Landona in scenarista Scotta Lobdella.